# Shakhtyor Soligorsk
El FC Shakhtyor Soligorsk (en bielorruso: ФК Шахцёр Салігорск, FK Shakhtsyor Salihorsk) es un club de fútbol de Bielorrusia de la ciudad de Soligorsk en el oblast de Minsk. Fue fundado en 1961 y juega en la Vysshaya Liga, la cual ganó por primera vez en 2005.

## Historia
El club fue fundado en el otoño de 1961. Soligorsk era un pueblo minero y comenzaron a tener una válvula de escape con el nuevo club. Desde 1962, el campeonato de caza de la región de Minsk en 1964 entró a formar parte de la Segunda Liga República Socialista Soviética de Bielorrusia; en 1968 se convirtió en el segundo campeón de liga; en 1969 ganó el primer juego de la primera Liga Bielorrusia de la época soviética.
En 1985 ganó la Copa Minsk y entró en la final de la Copa de la República Socialista Soviética de Bielorrusia, donde se proclamó vencedor por 3 goles a 1 frente al Grodno Olympus. En 1986, el equipo disputó la Super Copa; una vez más ganó la final de la Copa de la República Socialista Soviética de Bielorrusia por 3-0 frente al Sputnik Minsk. En 1987, la Copa de la temporada, una vez más, la lucha contra el Lydos Obuvščik. Esta vez, el Soligorsk logra la victoria 4-1 en los resultados generales por primera vez de la Supercopa de Bielorrusia. En 1988 de nuevo ganó la Copa de la República Socialista Soviética de Bielorrusia.
Desde 1992, juega en las ligas más altas de Bielorrusia.

### Europa League 2014-15
Shakhtyor Soligorsk pasó de la Segunda ronda previa de la Europa League por primera vez en su historia venciendo al Derry City de Irlanda del Norte. En la Tercera ronda previa enfrentaría al SV Zulte Waregem de Bélgica venciéndolo 5 - 2 en la ida y empatando 2 - 2 en la vuelta. Estando a un paso de disputar la fase de grupos en un torneo continental en su historia, tenían que enfrentar en la ronda de play-off al PSV Eindhoven de Países Bajos, pero la experiencia de los holandeses se impuso y el Shakhtyor fue eliminado con un 0 - 3 en el marcador global.

## Presidentes
- F. Baranouski (2006/2012).
- Uladzimir Kucharau (2012/).

## Uniforme
- Uniforme titular: Camiseta ocre, pantalón ocre, medias ocres.
- Uniforme alternativo: Camiseta negra, pantalón negro, medias negras.

## Estadio

Estadio Stroitel.

El Stroitel Stadium es un estadio multiusos situado en Soligorsk, Bielorrusia. Actualmente se utiliza principalmente para los partidos de fútbol y es la sede del FC Shakhtyor. El estadio alberga una capacidad aproximada de 4.200 personas.

## Jugadores

### Equipo 2024
Actualizado el 27 de marzo de 2024

#### Altas y bajas

##### 2020
| Altas                   | Altas          | Altas              | Altas           | Altas       |
| Jugador                 | Posición       | Procedencia        | Tipo            | Costo       |
| ----------------------- | -------------- | ------------------ | --------------- | ----------- |
| Aleksei Stankevich      | Guardameta     | Shakhtyor Petrykaŭ | Traspaso libre. | --          |
| Siarhei Matveichyk      | Defensa        | Dinamo Minsk       | Traspaso libre  | --          |
| Zarija Lambulić         | Defensa        | Zrinjski Mostar    | Cesión          | --          |
| Azdren Llullaku         | Centrocampista | Concordia          | Traspaso libre  | --          |
| Aleksandr Bulychev      | Centrocampista | Gorodeya           | Cesión          | --          |
| Uladzimir Khvashchynski | Delantero      | Dinamo Minsk       | Traspaso libre  | --          |
| Vitaly Lisakovich       | Delantero      | FC Lokomotiv Moscú | Traspaso        | 1 100 000 € |

### 2021
| Altas               | Altas          | Altas                 | Altas          | Altas |
| Jugador             | Posición       | Procedencia           | Tipo           | Costo |
| ------------------- | -------------- | --------------------- | -------------- | ----- |
| Igor Burko          | Defensa        | Torpedo-BelAZ Zhodino | Traspaso libre | --    |
| Aleksandr Selyava   | Centrocampista | Dinamo Minsk          | Traspaso libre | --    |
| Syarhey Balanovich  | Centrocampista | Akron Tolyatti        | Traspaso libre | --    |
| Giorgi Diasamidze   | Centrocampista | FC Lokomotivi Tbilisi | Traspaso libre |       |
| Darko Bodul         | Delantero      | FK Sarajevo           | --             | --    |
| Lasha Shindagoridze | Delantero      | FC Dinamo Batumi      | --             | --    |

## Entrenadores
- Ivan Shchekin (1997–1999)
- Yury Vyarheychyk (2002–09)
- Aleksey Vergeenko (2009)
- Eduard Malofeev (2009–10)
- Uladzimir Zhuravel (2010–13)
- Sergei Borovsky (2014–15)
- Syarhey Nikifarenka (2015-2016)
- Oleg Kubarev (2016-2017)
- Marek Zub (2017-2018)
- Sergei Tashuyev (2019)
- Yuriy Vernydub (2020)
- Roman Hryhorchuk (2020-2021)
- Serguéi Gurenko (2021-2022)
- Sergei Tashuyev (2022-)

## Palmarés

### Torneos nacionales (9)
- Primera División de Bielorrusia (4): 2005, 2020, 2021,
- Copa de Bielorrusia (3): 2004, 2014, 2019.
- Copa de la RSS Bielorrusia (3): 1985, 1986, 1988

## Participación en competiciones de la UEFA
| Temporada | Torneo                        | Ronda            | Club                 | Ida            | Vuelta         |
| --------- | ----------------------------- | ---------------- | -------------------- | -------------- | -------------- |
| 2001–02   | UEFA Cup                      | Clasificatoria   | CSKA Sofia           | 1–2            | 1–3            |
| 2003      | UEFA Intertoto Cup            | 1                | Omagh Town           | 1–0            | 7–1            |
| 2003      | UEFA Intertoto Cup            | 2                | Cibalia              | 1–1            | 2–4            |
| 2004–05   | UEFA Cup                      | Clasificatoria 1 | Nistru Otaci         | 1–1            | 1–2            |
| 2006–07   | UEFA Champions League         | Clasificatoria 1 | Široki Brijeg        | 0–1            | 0–1            |
| 2007      | UEFA Intertoto Cup            | 1                | Ararat Yerevan       | 4–1            | 0–2            |
| 2007      | UEFA Intertoto Cup            | 2                | Chornomorets         | 2–4            | 0–2            |
| 2008      | UEFA Intertoto Cup            | 1                | Cracovia Kraków      | 2–1            | 3–0            |
| 2008      | UEFA Intertoto Cup            | 2                | Sturm Graz           | 0–2            | 0–0            |
| 2011–12   | UEFA Europa League            | Clasificatoria 2 | Ventspils            | 0–1            | 2-3            |
| 2012–13   | UEFA Europa League            | Clasificatoria 2 | Ried                 | 1–1            | 0–0            |
| 2013–14   | UEFA Europa League            | Clasificatoria 2 | Milsami              | 1–1            | 1–1 (p. 2–4)   |
| 2014–15   | UEFA Europa League            | Clasificatoria 2 | Derry City           | 0–1            | 5–1            |
| 2014–15   | UEFA Europa League            | Clasificatoria 3 | Zulte Waregem        | 5–2            | 2–2            |
| 2014–15   | UEFA Europa League            | Play-off         | PSV                  | 0–1            | 0–2            |
| 2015–16   | UEFA Europa League            | Clasificatoria 1 | Glenavon             | 2–1            | 3–0            |
| 2015–16   | UEFA Europa League            | Clasificatoria 2 | Wolfsberger          | 0–1            | 0–2            |
| 2016–17   | UEFA Europa League            | Clasificatoria 1 | NSÍ Runavík          | 2–0            | 5–0            |
| 2016–17   | UEFA Europa League            | Clasificatoria 2 | Domžale              | 1–1            | 1–2            |
| 2017-18   | UEFA Europa League            | Clasificatoria 1 | Suduva               | 0-0            | 1-2            |
| 2018-19   | UEFA Europa League            | Clasificatoria 1 | Connah's Quay Nomads | 3–1            | 2–0            |
| 2018-19   | UEFA Europa League            | Clasificatoria 2 | Lech Poznań          | 1–1            | 1–3 (t.s.)     |
| 2019-20   | UEFA Europa League            | Clasificatoria 1 | Hibernians           | 1–0            | 1–0            |
| 2019-20   | UEFA Europa League            | Clasificatoria 2 | Esbjerg              | 2–0            | 0–0            |
| 2019-20   | UEFA Europa League            | Clasificatoria 3 | Torino               | 0–5            | 1–1            |
| 2020-21   | UEFA Europa League            | Clasificatoria 1 | Sfîntul Gheorghe     | 0–0 (1:4 pen.) | 0–0 (1:4 pen.) |
| 2021–22   | UEFA Champions League         | Clasificatoria 1 | Ludogorets Razgrad   | 0–1            | 0–1            |
| 2021–22   | UEFA Europa Conference League | Clasificatoria 2 | Fola Esch            | 1–2            | 0–1            |
| 2022–23   | UEFA Champions League         | Clasificatoria 1 | Maribor              | 0-0            | 0-2            |
| 2022–23   | UEFA Conference League        | Clasificatoria 3 | Cluj                 | 0-0            | 0-1            |

Los partidos de local en negrita.